# Joaquim Carvalho (ciclista)
Joaquim Carvalho (nascido em 13 de agosto de 1953 em Mora) é um antigo ciclista profissional português.

## Palmarés
- 1976
  - Circuito de Malveira
  - 6.ªa etapa da Volta a Portugal
- 1977
  - 7.ªb etapa da Volta a Portugal
- 1984
  - 6.ª etapa da Volta ao Algarve
  - 4.ª etapa da Volta ao Alentejo

## Resultados no Tour de France
- 1975 : abandono